# 陳聰富
陳聰富（1962年—），臺灣臺中人，法律學者，任教於國立臺灣大學，曾兼任該校學務長、法務長、法律學院院長等職。

## 生平
陳聰富家族世代務農，祖籍福建省泉州府惠安县。他於1962年生於台中縣沙鹿鎮北勢里，先後自臺中市沙鹿區北勢國民小學、臺中師專畢業。因家境清寒，求學時期半工半讀，曾到工地做綁鋼筋的臨時工。
師專畢業後，插班進入國立臺灣大學法律系就讀，以第一名畢業，1987年應屆通過律師高考（第一名）及司法官特考（第二名）。1990年，獲得同校法学硕士學位，並考取臺大法研所博士班，隔年於臺北市開設鼎律聯合法律事務所執業。
1992年，得到教育部公費資助赴美國進修，1994年獲哈佛大學碩士學位，1997年獲紐約大學法學博士學位。返國後，回到國立臺灣大學法律學系任教。截至2022年為止，為該校講座教授。。
陳聰富曾兼臺灣大學學務長、法務長、法律學院院長等職。擔任學務長期間，居間協調參與太陽花學運及臺灣同性婚姻運動的學生；擔任法律學院院長時，將會計學、計算機科學科目採計納入畢業學分，以促進跨領域學習。後來接掌甫成立的臺灣大學法務處，為該校首位法務長。2022年參加臺灣大學校長遴選，提出學費依家庭收入分級、減少必修學分、增置專任研究人員等政見，但未通過第一階段遴選。
陳聰富與妻子育有三個女兒。

## 學術
陳聰富研究專長領域在契約法、侵權行為法及醫療法，著有《因果關係與損害賠償》、《侵權歸責原則與損害賠償》、《侵權違法性與損害賠償》及《醫療責任的形成與展開》等學術專論。